# グレッグ・エドワーズ
グレッグ・チャールズ・エドワーズ（Greg Charles Edwards）はアメリカ合衆国のミュージシャン。1992年にロックバンド、フェイリュアのメンバーとしてデビューし、エドワーズはベース、ギター、一時期はドラムスやパーカッションを担当するマルチプレイヤーとして活動した。バンド活動中にフェイリュアのメンバーであるケン・アンドリュースと共にカバーバンド・レプリカンツを結成し、1995年に唯一のアルバム『Replicants』を発表。フェイリュア解散後はラスクのメンバーとして活動し、1997年に唯一のアルバム『Free Mars』を発表した。ラスク解散後の2000年にはオートラックスを結成し、現在も活動中。2014年にフェイリュアは再結成し、北米でツアーを行った。BMIによるとエドワーズは60曲に自身の名前がクレジットされている。2018年以降、ア・パーフェクト・サークルにサポートとして参加している。